# Matisia longiflora
Matisia longiflora är en malvaväxtart som beskrevs av Henry Allan Gleason. Matisia longiflora ingår i släktet Matisia och familjen malvaväxter. Inga underarter finns listade i Catalogue of Life.